# Olympische Jugend-Sommerspiele 2010/Moderner Fünfkampf
| Moderner Fünfkampf bei den I. Olympischen Jugend-Sommerspielen | Moderner Fünfkampf bei den I. Olympischen Jugend-Sommerspielen |
| Olympische Ringe · Moderner Fünfkampf                          | Olympische Ringe · Moderner Fünfkampf                          |
| Informationen                                                  | Informationen                                                  |
| -------------------------------------------------------------- | -------------------------------------------------------------- |
| Teilnehmer:                                                    | 48 Athleten                                                    |
| Datum:                                                         | 21. August–24. August                                          |
| Austragungsort:                                                | Singapore Sports School                                        |
| Wettkampfort:                                                  | Singapur                                                       |
| Entscheidungen:                                                | 3                                                              |
|                                                                | Nanjing 2014 →                                                 |
| Olympische Ringe                                               | Moderner Fünfkampf                                             |

| Olympische Jugend-Sommerspiele 2010 (Medaillenspiegel Moderner Fünfkampf) | Olympische Jugend-Sommerspiele 2010 (Medaillenspiegel Moderner Fünfkampf) | Olympische Jugend-Sommerspiele 2010 (Medaillenspiegel Moderner Fünfkampf) | Olympische Jugend-Sommerspiele 2010 (Medaillenspiegel Moderner Fünfkampf) | Olympische Jugend-Sommerspiele 2010 (Medaillenspiegel Moderner Fünfkampf) | Olympische Jugend-Sommerspiele 2010 (Medaillenspiegel Moderner Fünfkampf) |
| Platz                                                                     | Mannschaft                                                                | Goldmedaillen                                                             | Silbermedaillen                                                           | Bronzemedaillen                                                           | Gesamt                                                                    |
| ------------------------------------------------------------------------- | ------------------------------------------------------------------------- | ------------------------------------------------------------------------- | ------------------------------------------------------------------------- | ------------------------------------------------------------------------- | ------------------------------------------------------------------------- |
| 01                                                                        | Gemischte Mannschaft                                                      | 1                                                                         | 1                                                                         | 1                                                                         | 3                                                                         |
| 02                                                                        | Kuba                                                                      | 1                                                                         | —                                                                         | —                                                                         | 1                                                                         |
| 0                                                                         | Südkorea                                                                  | 1                                                                         | —                                                                         | —                                                                         | 1                                                                         |
| 04                                                                        | Ungarn                                                                    | —                                                                         | 1                                                                         | —                                                                         | 1                                                                         |
| 0                                                                         | Russland                                                                  | —                                                                         | 1                                                                         | —                                                                         | 1                                                                         |
| 06                                                                        | Mexiko                                                                    | —                                                                         | —                                                                         | 1                                                                         | 1                                                                         |
| 0                                                                         | Ukraine                                                                   | —                                                                         | —                                                                         | 1                                                                         | 1                                                                         |

Bei den Olympischen Jugend-Sommerspielen 2010 in Singapur wurden vom 21. bis 24. August 2010 drei Wettbewerbe im Modernen Fünfkampf in vier von den üblicherweise fünf Disziplinen ausgetragen. Die Athleten nahmen an Wettkämpfen im Pistolenschießen, Degenfechten, Schwimmen sowie an einem Crosslauf teil. Ein Wettbewerb im Springreiten wurde nicht ausgetragen. Die Wettkämpfe fanden in der Singapore Sports School statt. Es nahmen 48 Athleten (24 Jungen und 24 Mädchen) an den Wettkämpfen teil.

## Jungen
| Platz | Land | Athlet         | Fechten | Schwimmen | Schießen/Laufen | Gesamtpunkte |
| ----- | ---- | -------------- | ------- | --------- | --------------- | ------------ |
| 1     | KOR  | Kim Dae-beom   | 840     | 1324      | 2424            | 4588         |
| 2     | RUS  | Ilja Schugarow | 1040    | 1284      | 2244            | 4568         |
| 3     | MEX  | Jorge Camacho  | 1000    | 1204      | 2344            | 4548         |

Die Wettkämpfe wurden am 22. August 2010 ausgetragen.

## Mädchen
| Platz | Land | Athlet                 | Fechten | Schwimmen | Schießen/Laufen | Gesamtpunkte |
| ----- | ---- | ---------------------- | ------- | --------- | --------------- | ------------ |
| 1     | CUB  | Leydi Laura Moya Lopéz | 840     | 1096      | 2164            | 4100         |
| 2     | HUN  | Zsófia Földházi        | 1000    | 1252      | 1824            | 4076         |
| 3     | UKR  | Anastassija Spas       | 1000    | 1116      | 1948            | 4064         |

Die Wettkämpfe wurden am 21. August 2010 ausgetragen.

## Gemischtes Team
| Platz | Land                 | Athlet                                                  | Fechten | Schwimmen | Schießen/Laufen | Gesamtpunkte |
| ----- | -------------------- | ------------------------------------------------------- | ------- | --------- | --------------- | ------------ |
| 1     | Gemischte Mannschaft | Anastassija Spas ( UKR), Ilja Schugarow ( RUS)          | 990     | 1336      | 2312            | 4638         |
| 2     | Gemischte Mannschaft | Zhu Wenjing( CHN), Kim Dae-beom ( KOR)                  | 860     | 1328      | 2412            | 4600         |
| 3     | Gemischte Mannschaft | Gulnas Gubaidullina ( RUS), Lukas Kontrimavičius ( LIT) | 710     | 1372      | 2484            | 4566         |

Die Wettkämpfe wurden am 24. August 2010 ausgetragen.